# Поль-Анрі Сандаого Даміба
Поль-Анрі Сандаого Даміба (2 січня 1981 , Уагадугу, Республіка Верхня Вольта ) —  буркінабський військовий офіцер, який обіймав посаду тимчасового президента Буркіна-Фасо з 31 січня 2022 року по 30 вересня 2022 року, коли його було усунено з посади через  державний переворот, здійснений його військовим колегою Ібрагімом Траоре. 
Даміба прийшов до влади лише вісім місяців тому, 24 січня 2022 року, коли він усунув президента Рока Марка Крістіана Каборе в результаті державного перевороту. 

## Біографія
Народився 2 січня 1981 року в Уагадугу — столиці Буркіна-Фасо.
Потім навчався у військовому училищі в Парижі, має звання підполковника ВС Буркіна-Фасо .
Здобув ступень магістра кримінології у Національній консерваторії мистецтв (CHAN) у Парижі та сертифікату експерта з оборони в галузі управління, командування та стратегії. Був командувачем третього військового округу, територія якого охоплює міста Уагадугу, Манга, Кудугу та Фада-Нґурма.
За правління президента Блеза Компаоре був співробітником сил охорони голови держави.
У 2019 році був одним зі свідків на судовому процесі над організаторами держперевороту 2015 року.
У 2021 став автором книги, в якій виклав свої погляди на боротьбу з ісламістською загрозою на території Буркіна-Фасо
.

## Держпереворот 2022 року
24 січня 2022 року військові під керівництвом Даміба в ефірі національного телебачення оголосили про те, що захопили владу в країні, а президента Рока Марка Крістіана Каборе та прем'єр-міністра Лассіну Зербо заарештували
.
Також було повідомлено про розпуск парламенту, призупинення дії Конституції та закриття кордонів держави аж до особливого розпорядження.
31 січня 2022 року військові офіційно оголосили Даміба президентом країни, одночасно повідомивши про поновлення дії Конституції республіки.